# Rhynchopyga braconida
Rhynchopyga braconida là một loài bướm đêm thuộc phân họ Arctiinae, họ Erebidae.